# Will Packer Productions
Will Packer Productions es una productora audiovisual estadounidense de cine y televisión. Fundada por Will Packer. 

## Historia
Packer comenzó su carrera cinematográfica en la Universidad Agrónoma y Mecánica de Florida (FAMU) con el director de cine Rob Hardy cuando comenzaron Rainforest Films en 1994. Después de producir rentables películas independientes auto-distribuidas, Packer ayudó a negociar un importante acuerdo de distribución con Sony en 2001. Packer produjo varios éxitos de taquilla de bajo presupuesto para Rainforest Films, incluidas las películas número uno de la taquilla Stomp the Yard, Obsessed, Takers, Think Like a Man y Ride Along.  
En julio de 2013, Packer lanzó Will Packer Productions y firmó un contrato de dos años con Universal Television para desarrollar nuevos proyectos para el estudio. Más tarde ese año, firmó un acuerdo de "primer vistazo" de tres años con Universal Pictures. Packer y Hardy disolvieron mutuamente Rainforest Films en junio de 2014.

## Créditos de producción

### Película
- Think Like a Man Too (2014)
- No Good Deed (2014)
- The Wedding Ringer (2015)
- Straight Outta Compton (2015)[5] (producción ejecutiva)
- Ride Along 2 (2016)
- Almost Christmas (2016)[6][7][8]
- Girls Trip (2017)[9][10][11][12]
- Breaking In (2018)[13]
- Night School (2018)[14]
- What Men Want (2019)[15][16]
- Little (2019)[17]
- Jacob's Ladder (2019)[18][19]
- The Photograph (2020)
- Praise This (2020)[20][21]
- The Oracle (TBA)[22]

### Televisión
- Truth Be Told (2015)[23][24]
- Uncle Buck (2016)[25]
- Roots (2016)[26][27][28] (producción ejecutiva)
- Being Mary Jane (2016)[29][30] (producción ejecutiva)
- The Quad (2017)[31] (producción ejecutiva)
- Ready to Love (2018) (producción ejecutiva)
- The Atlanta Child Murders (2019)[32] (producción ejecutiva)
- Ambitions (2019)[33] (producción ejecutiva)

- Bigger (2019)[34][35] (producción ejecutiva)
- That Girl Lay Lay (2021)[36] (producción ejecutiva)